# Salih Ibrišević
Šejh Salih ef. Ibrišević (poznat kao šejh Salih Faruki; Palež pokraj Kiseljaka, 15. svibnja 1941. − Sarajevo, 22. studenoga 2021.), bosanskohercegovački je teolog bošnjačkog podrijetla, šejh nakšibendijskog tarikata.

## Životopis
Osnovno obrazovanje završava u rodnom kraju, a u Sarajevu završava gimnaziju. Iako nije formalno završio službene vjerske škole, položio je imamsko-hatipsko-muallimski ispit pod okriljem Islamske zajednice u Jugoslaviji. Uz teorijskog izučavanje i studiranje Tefsira Kur'ana, hadisa, fikha, povijesti islama i ostalih temeljnih islamskih disciplina, posjećivao je i družio se s mnogim tadašnjim dervišima i šejhovima, poput šejha hafiza sa Paleža, Fahri ef. Ilijazija, Ibrahim ef. Numanagića, hadži hafiza Halid ef. Hadžimulića i Derviš Mahmuda Handžića. Od njih je učio i uzimao neophodno znanje o islamu. Ipak, po njegovom vlastitom svjedočenju, daleko najviše je naučio od šejha Halida Hulusija Salihagića, koji će mu postati šejh i "uvesti" ga službeno u Nakšibendijski tarikat.
Tokom svog radnog vijeka, šejh Salih efendija službovao je u Fojnici i najvećim dijelom u Sarajevu, kao muallim, imam i hatib u mnogim džamijama. Poslije rata je obnašao dužnost šejha u nakšibendijskoj tekiji u sarajevskom naselju Nedžarići. Bio je i pročelnik Sufijskog Centra na Ilidži. Pripadaju mu velike zasluge što sufizam postavlja i vraća na nivo ortodoksnosti i samim tim ga čini daleko prihvatljivijim širokim masama vjernika.
Preminuo je u Sarajevu, 23. studenog 2021. godine.

## Djela
Napisao je i objavio desetine članaka i tekstova u islamskoj periodici i publistici.

### Autor
- Pravi put i stranputice
- Risala: sufijski pogledi (Sarajevo, 2016.)
- Komentar šejh Sirri-babine ilahije Ako hoćeš derviš bit
- Šejhov govor znaj Istina je (Sarajevo, 2015.)
- Iz sufijske riznice
- Govor sufije[1]

### Prijevodi
- Veliki tumač snova- Ibn Sirrin (Tuzla, 1998)
- Alkemija sreće - El Gazali
- Načela tesavvufa : sveta svjetla o spoznaji - Abdulvehhab eš-Šar'ani (Sarajevo, 2003.)
- Dragulji mudrosti" - Muhjiddin ibn Arebi (Sarajevo, 2008.)
- Izbor tekstova iz djela Mekanska otkrovenja i drugi tekstovi - Muhjiddin ibn Arebi (Sarajevo, 2004.)[1]

- Mekanska otkrovenja 2 - Muhjiddin ibn Arebi (Sarajevo, 2007.)
- Mekanska otkrovenja 3 - Muhjiddin ibn Arebi (Sarajevo, 2009.)
- Mekanska otkrovenja 4 - Muhjiddin ibn Arebi (Sarajevo, 2011.)
- Mekanska otkrovenja 5 - Muhjiddin ibn Arebi (Sarajevo, 2018)

## Vanjske poveznice
- Preminuo šejh Salih Ibrišević